# Ehebach (Aisch)
Der Ehebach, genannt auch Ehe, ist ein über 26 km langer Bach des südlichen Steigerwalds im mittelfränkischen Landkreis Neustadt an der Aisch-Bad Windsheim, der nach einem insgesamt etwa ostnordöstlichen, nach links ausholenden Lauf unterhalb der Bruckenmühle der Gemeinde Diespeck (wo er an der Ortschaft Ehe vorbeifließt) von links in die mittlere Aisch mündet. Sein linker Zufluss am Unterlauf, der Laimbach, trägt ein größeres Teileinzugsgebiet bei als der Oberlauf des Ehebachs bis dorthin; der Laimbach ist auch länger, jedenfalls wenn man von der Quelle seines höchsten Oberlaufs, der Bibart, aus misst. Der Ehebach fließt nach Aufnahme des Laimbachs in dessen Zuflussrichtung weiter.

## Name
Der Ehebach wurde und wird auch nur Ehe (ursprünglich Ewe) oder – zur Unterscheidung von einem linken Zufluss am oberen Lauf bei Markt Sugenheim mit Namen Kleine Ehe – Große Ehe genannt. Seine recht flache Tallandschaft ist der Ehegrund, im Mittelalter gab es dort einen Ehegau. Der Name leitet sich von germanisch *ahwō für 'Wasserlauf' ab.

## Geographie

### Verlauf
Der Ehebach entsteht mit dem Namen Nachtwasengraben am Waldrand südwestlich von Herbolzheim und wird unterhalb von Herbolzheim Ehebach genannt. Auf fast der Hälfte seines Laufes fließt er nordöstlich und nimmt vor Markt Sugenheim die Kleine Ehe und danach den Tiefenbach auf, beide aus dem Westen. Nach dem Zufluss des Tiefenbachs fließt er östlich und unterhalb von Langenfeld mit dem längeren und linken Laimbach zusammen, der ein größeres Einzugsgebiet hat als der Ehebach bis dorthin. Dessen Laufrichtung nach Südosten übernimmt der Ehebach dann ungefähr. Bei der  Bruckenmühle von Diespeck mündet er nach 26,7 km von links und zuletzt etwa westlich in die mittlere Aisch.
Ab dem Zufluss der Kleinen Ehe zwischen Deutenheim und Sugenheim am Beginn des Mittellaufes fließt der Bach in einer recht breiten Aue und verliert auf seiner weiteren Fließstrecke von etwa 17,5 km nur noch ca. 25 Meter an Höhe.
Das mittlere Sohlgefälle ab dort bleibt deshalb unter 1,5 ‰. Der Bach neigt in diesem Bereich zu Hochwassern.

### Einzugsgebiet
Der Ehebach hat ein 271 km² großes Einzugsgebiet, das ungefähr die Kontur eines gleichseitigen Dreiecks hat. Dem rechtsseitig auf die Mündung zulaufenden Schenkel folgt teils nahe dem Lauf des Ehebachs selbst. Nahe am linksseitig auf sie zulaufenden liegen die Ursprünge der linken Quellbäche seines größten Zuflusses Laimbach und im unteren Bereich folgt ihr nahe der Gewässerstrang aus Scheine, Laimbach und zuletzt Ehebach. Die dritte Seite des Dreiecks bildet der Grat des Steigerwalds gegen das  Steigerwaldvorland und dahinter den östlichen Schenkel des Maindreiecks.
Von der Ecke an der Mündung (284 m ü. NHN) weniger als drei Kilometer nordöstlich der Stadtmitte von Neustadt an der Aisch verläuft die rechte Wasserscheide mit etwas Biegung nach innen etwa westsüdwestlich bis auf das Bergholz (443 m ü. NHN) südwestlich von Herbolzheim.
Die linke hat auf ihrem ersten, etwa nordnordostwärts verlaufenden Abschnitt von dort bis zum Sender auf dem Friedrichsberg (473 m ü. NHN) bei Abtswind den unregelmäßigsten Verlauf der drei Seiten mit zwei Vorsprüngen nach außen. Im Zuge des ersten Vorsprungs stehen mit dem Hohen Landberg (498 m ü. NHN) und dem Scheinberg (499 m ü. NHN) die höchsten Berge im gesamten Einzugsgebiet und darüber hinaus im ganzen Steigerwald; an ihnen entstehen die zum Ehebach ziehenden Bäche Geroldsbach und Biegenbach. Der zweite Vorsprung biegt in Richtung des Steigerwald-Westsporns Schwanberg-Sporns (Berghöhe 474 m ü. NHN) aus und umfasst das Quellgebiet der Bibart; die Wasserscheide selbst erreicht hier eine maximale Höhe von etwa 467 m ü. NHN.
Der weitere Verlauf der linken Wasserscheide von der Nordspitze des Einzugsgebietes auf dem Friedrichsberg bis zur Mündung ist weniger unregelmäßig, die erreichten Höhen liegen hier meist niedriger.
Das Gebiet hinter der westnordwestlichen Wasserscheide entwässert auf dem Abschnitt vom Bergholz bis zum Hohen Landberg über die Gollach zur Tauber, danach lange über den linken Breitbach-Zufluss Iff und den Breitbach selbst sowie ab dem Schwanberg dann über den Castellbach und andere Zuflüsse der Schwarzach zum Main.
Die linke Wasserscheide grenzt auf ihrem Abschnitt vom nördlichsten Punkt auf dem Friedrichsberg bis zur Mündung außen zunächst ans Einzugsgebiet der Reichen Ebrach, bis nach etwas weniger als der Hälfte dieser Strecke sich das kleine, aber langgezogene Einzugsgebiet der Steinach zwischen die beiden Gewässer drängt; die Steinach mündet kurz unterhalb des Ehebachs in die Aisch.
Jenseits der rechten Wasserscheide von der Mündung bis zurück zum Bergholz konkurrieren nacheinander der Rempelsbach, danach der Nesselbach, der Tief und der Seenheimer Mühlbach mit dem Ehebach-Bachsystem, die alle in östlicher bis südöstlicher Richtung oberhalb des Ehebachs zur Aisch entwässern.
Der Ehebach entfernt sich nirgends mehr als 2,5 km von der rechten Wasserscheide, weshalb der Teil des Einzugsgebietes links des Flusses merklich größer ist als der rechte.

### Zuflüsse und Seen
Zuflüsse und  Seen von der Quelle bis zur Mündung, teilweise hierarchisch mit höheren Zuflüssen mit Gewässerlänge, Seefläche, Einzugsgebiet und Höhe. Andere Quellen für die Angaben sind vermerkt.
- Ursprung des Oberlaufs Nachtwasengraben auf dem Ehebach-Strang auf etwa 357 m ü. NHN am Waldrand südwestlich des Markt Nordheimer Kirchdorfs Herbolzheim (oberste Quelle). In diesem Bereich laufen einige teils unter Feldern verdolte, oft kein Wasser führende Gräben zusammen, regelmäßigeren Durchfluss hat dieser Oberlauf erst kurz vor einer Quelle am Rand eines Feldweges auf 350 m ü. NHN oder etwas darunter, von dort verläuft der Nachtwasengraben diesem entlang nordöstlich auf das Dorf zu. Dieser Oberlauf und lange auch der Ehebach verlaufen insgesamt in etwa ostnordöstlicher Richtung.
- (Feldweggraben), von rechts und Südwesten auf etwa 327 m ü. NHN am unteren Ortsende von Herbolzheim, ca. 2,1 km und ca. 2,0 km².[BA 5] (Der Nachtwasengraben ist hier ab seiner mündungsfernsten Quelle ca. 2,6 km lang und hat ein Einzugsgebiet von ca. 2,6 km²) Die höchste Quelle befindet sich auf etwa 365 m ü. NHN südlich von Herbolzheim am Hangfuß im Waldstück Judeneck und er führt erst weit unterhalb beständig Wasser.
- Irrbach, von links und Westen auf etwa 319 m ü. NHN an der Grenze zum Gemeindegebiet von Markt Sugenheim, ca. 5,2 km und ca. 6,1 km².[BA 5] Entsteht auf etwa 341 m ü. NHN nahe der Siedlung Wüstphül.
    Zuflüsse im Artikel
- Quellenbach, von links und Nordwesten auf etwa 317 m ü. NHN an der Kläranlage vor dem südlichen Ortsrand des Pfarrdorfes Krautostheim, ca. 1,3 km und ca. 0,5 km². Er zweigt auf etwa 320 m ü. NHN nach links vom untersten Irrbach ab.
- Unterhalb von Krautostheim gabelt sich der Ehebach in flacher Aue auf etwa 317 m ü. NHN in zwei Arme, die nach etwa 1,4 km kurz nach der Modelsmühle wieder zusammenlaufen.
- Schafweihergraben, von links und Südosten auf etwa 311 m ü. NHN in Deutenheim an der Kreisstraße NEA 24 nach Ezelheim, ca. 0,7 km und ca. 0,5 km². Entfließt auf etwa 337 m ü. NHN  einem unter 0,1 ha großen Weiher im unteren Hangwald Himmelreich.
- Kleine Ehe, von links und Westnordwesten auf etwa 309 m ü. NHN unterhalb der Kläranlage von Deutenheim, ca. 8,1 km mit dem längeren rechten Oberlauf Biegenbach bei Krassolzheim und ca. 5,0 km auf dem Namenslauf ab dort sowie ca. 34,3 km². Der Biegenbach entsteht auf etwa 355 m ü. NHN im Langen Grund westlich von Krassolzheim im Wald und passiert am Waldrand  einige Teiche.
    Zuflüsse im Artikel
- Steingraben, von rechts und Süden auf etwa 309 m ü. NHN, ca. 0,8 km und ca. 0,5 km². Entsteht auf etwa 332 m ü. NHN als lange fast höhenlinienparalleler Hangweggraben. Durchfluss nur periodisch.
- Seegraben, von links und Westen auf etwa 307 m ü. NHN kurz vor Sugenheim, ca. 0,9 km und ca. 0,6 km². Entsteht auf etwa 315 m ü. NHN westlich von Sugenheim.
- Floßgraben, von rechts und Südosten auf etwa 306 m ü. NHN am südwestlichen Siedlungsrand von Sugenheim entlang, ca. 1,0 km und ca. 1,1 km². Entsteht auf etwa 358 m ü. NHN südlich von Sugenheim am unteren Waldhang des Krottenranken.
- Schachengraben, von rechts und Südosten auf etwa 305 m ü. NHN am Ortsende von Sugenheim an der Brücke der Staatsstraße St 2253 nach Markt Bibart, ca. 1,2 km und ca. 0,7 km². Er entsteht auf etwa 361 m ü. NHN am Hangwaldrand.
- Ständlesgraben, von links und Westen auf etwa 304 m ü. NHN an der Kläranlage nach Sugenheim, ca. 3,6 km mit dem rechten Oberlauf Gäulseegraben und ca. 2,9 km². Der Gäuseegraben entsteht auf etwa 337 m ü. NHN nördlich von Ezelheim am Waldrand.
- Krautgraben, von rechts und Südosten auf etwa 303 m ü. NHN, ca. 0,5 km und ca. 0,2 km². Entsteht auf etwa 331 m ü. NHN am Flurhang.
- Tiefenbach, von links und Westen auf etwa 301 m ü. NHN in den anderen Teilungslauf etwas vor der Wiesenmühle, ca. 5,0 km und ca. 5,0 km². Entsteht auf etwa 359 m ü. NHN westlich von Neundorf in der Flur unter dem Sonnenberg. Hier biegt der Ehebach um auf Ostlauf.
- Hüßbach, von links und Nordwesten auf etwa 298 m ü. NHN kurz nach dem Ortsende von Ullstadt, ca. 6,7 km und ca. 6,9 km². Er entsteht auf etwa 354 m ü. NHN nordwestlich von Neundorf zwischen dem Sonnenberg und dem Hüßberg (409 m ü. NHN) weiter nördlich in einem Flureck.
- Franzosengraben, von rechts und Westen auf etwa 294 m ü. NHN zwischen der Lamprechtsmühle und Langenfeld, ca. 1,7 km und ca. 1,6 km². Zum Ehebach paralleler Auengraben, entsteht auf etwa 298 m ü. NHN am Ostrand von Ullstadt.
- Weidengraben, von rechts und Südwesten auf etwa 293 m ü. NHN in Langenfeld an der Brücke zwischen den zwei Siedlungsteilen, ca. 2,0 km und ca. 1,8 km². Entsteht auf etwa 338 m ü. NHN südwestlich von Langefels unter dem Sporn Kalte Els (407 m ü. NHN).
- Laimbach, von links und Nordwesten auf etwa 292 m ü. NHN unterhalb von Markt Baudenbach am linken Hang und im Nebental des folgenden Rüblingsbachs, auf dem Namenslauf ca. 5,7 km und mit dem dortigen rechten Oberlauf Bibart zusammen 22,4 km[GV 1] sowie 152,1 km².[GV 2] (Der Ehebach selbst hat bis zu diesem Zufluss erst eine Länge von 19,0 km[GV 1] und ein Einzugsgebiet von 90,6 km².[GV 2]) Entsteht im Namenslauf auf etwa 299 m ü. NHN beim Dorf Oberlaimbach der Stadt Scheinfeld. 
Ab diesem Zufluss zieht der Ehebach in Zuflussrichtung seines größten Nebenflusses zunächst südöstlich weiter und danach fortlaufend östlicher.

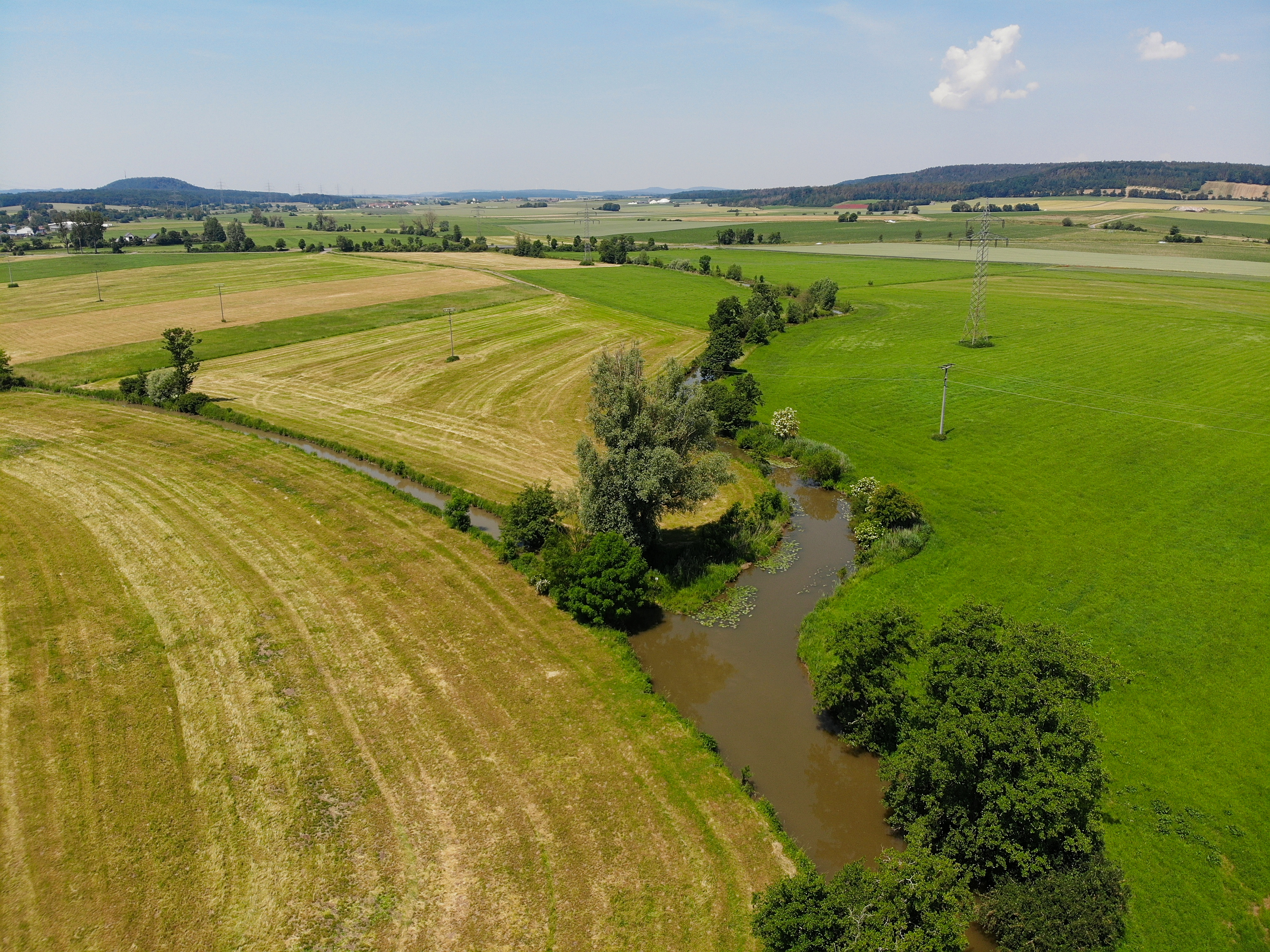
Mündung des Laimbach in den Ehebach Luftaufnahme (2021)

- - Bibart, rechter und nordwestlicher Oberlauf, ca. 16,7 km[GV 1][BA 3] und ca. 65,2 km². Entspringt einer Quelle auf etwa 374 m ü. NHN etwa 2,3 km nordwestlich des Iphöfer Dorfes Birklingen im Wald östlich des Schwanbergs.
    Zuflüsse im Artikel
  - Scheine, linker und nordnordwestlicher Oberlauf, ca. 15,7 km ab der Quelle des Buchbachs und ca. 8,8 km auf dem Namenslauf ab dem Zusammenfluss des Krettenbachs mit dem Prühlbach nach Oberscheinfeld sowie ca. 66,4 km². Der gesamte Hauptstrang umfasst Buchbach, Krettenbach und Scheine. Die Scheine teilt sich kurz vor Oberlaimbach in zwei Arme, der kürzere rechte fließt südwärts bis gegenüber Oberlaimbach zur Vereinigung mit der Bibart zum Laimbach, nachdem er zuvor noch den Luderschlaggraben unterquert hat; der längere zieht in Scheine-Hauptrichtung nach Südosten über einen Kilometer weiter, nimmt den Luderschlaggraben auf und mündet dann von links bei der Vettermühle in den Laimbach
    - Krettenbach, rechter Hauptstrang-Oberlauf, entsteht auf etwa 329 m ü. NHN wenig abwärts von Scheinfeld-Stierhöfstetten
      - Buchbach, linker Hauptstrang-Oberlauf des Krettenbachs, entsteht auf etwa 395 m ü. NHN am südwestlichen Ortsende von Wüstenfelden
        - Schleimelsgraben, von links und Westen auf etwa 359 m ü. NHN
          -  Durchfließt auf etwa 384 m ü. NHN den Tränksee nordwestlich von Wüstenfelden

        - (Anderer Buchbach-Zweig), von rechts und Westen auf etwa 345 m ü. NHN nach einem Waldabschnitt
        - Kellergraben, von rechts und Westsüdwesten auf etwa 337 m ü. NHN vor Oberscheinfeld-Stierhöfstetten
        - Bodenfeldgraben, von links und Nordosten gleich nach dem vorigen
        - Schwarzbach, von links und Norden auf etwa 337 m ü. NHN am Ortsende von Stierhöfstetten; entsteht auf etwa 357 m ü. NHN nahe dem Höllweiher vor Herper
          - Höllbach, rechter und nordwestlicher Oberlauf
          - (Waldbach), linker und nördlicher Oberlauf
          - Waldgraben, von links und Norden unmittelbar vor Stierhöfstetten

      - Gehrgrundgraben, rechter Nebenstrang-Oberlauf des Krettenbachs
        - Schwemmbach, von links und Westen auf etwa 339 m ü. NHN an einigen Teichen

      - Weihergraben, von links und Norden
      - Wiesengraben, von links und Nordosten gegenüber Krettenbach
      - Postseebach, von rechts und Westsüdwesten auf etwa 324 m ü. NHN kurz nach Krettenbach
      - Quellgraben, von links und Nordosten vor Oberscheinfeld
      - Dorfgraben, von links und Norden am Ortsrand von Oberscheinfeld; Auengraben
      - Bachgründleinsgraben, von rechts und Westen in Oberscheinfeld
      - Grundgraben, von rechts und Westen in Oberscheinfeld an der Brücke der Schloßstraße; Auengraben

    - Prühlbach, linker Nebenstrang-Oberlauf. Fließt auf etwa 358 m ü. NHN in Prühl aus seinen Oberläufen zusammen
      - Mühlbach, rechter Hauptstrang-Oberlauf von Norden. Fließt auf etwa 373 m ü. NHN wenig vor Prühl aus seinen Oberläufen zusammen
        - Rotklingergraben, rechter Hauptstrang-Oberlauf von zuletzt Nordwesten. Entspringt auf etwa 440 m ü. NHN dem Vogeltrönkbrunn südlich von Dürrnbuch.
          - Steinberggraben, von rechts und Osten kurz vor dem Zusammenfluss

        - Hirtengraben, linker Nebenstrang-Oberlauf von Ostnordosten
        - Hirschgraben, von links und Ostnordosten schon in Prühl

      - Appenfelder Grundgraben, linker Nebenstrang-Oberlauf von Osten
      - Mischbach, von rechts und Nordwesten kurz nach Prühl
      - Steigwiesengraben, von rechts und Nordwesten an der Prühlermühle
      - Griesgraben, von rechts und Nordwesten kurz nach an der Prühlermühle
      - Buchwiesengraben, von links und Nordosten gegenüber der Ziegelhütte
        - Waldgraben, von rechts und Norden im Buchwiesengrund nach den ersten Teichen darin

    - Hinterwiesengraben, von links und Norden
    - Kesselgraben, von rechts und Westen fast schon gegenüber der Ziegelmühle
      - Putzengraben, von links und Nordwesten in der Scheine-Aue vor der Mündung

    - Schmelleinsgraben, von links und Nordnordosten abwärts der Ziegelmühle
    - Ambachergraben, von rechts und Westsüdwesten
    - Binsengraben, von links und Nordosten vor Herpersdorf
      - Fuchsberggraben, linker Hauptstrang-Oberlauf von Nordnordosten
      - Häfnergraben, rechter Nebenstrang-Oberlauf von Westnordwesten

    - Banggraben, von rechts und Nordosten gleich nach Nordosten. Entsteht am Rand von Erlabronn
      - Rankengraben, rechter Hauptstrang-Oberlauf von Nordnordosten
      - Luderschlaggraben, rechter Nebenstrang-Oberlauf von Südosten gegenüber Erlabronn
      - Zeisengraben, von links und Osten
      - Baumgartengraben, von rechts und Nordnordosten

    - Schöpfenholzgraben, von links und Nordnordosten
    - Schelmsgraben, von rechts und Westnordwesten vor Burgambach
    - Gänsgraben, von links und Nordosten aus Schnodsenbach
      - Grundgraben, von rechts und Nordosten
        - Bergäckergraben, von rechts und Norden nahe bei Zeisenbronn

      - Eichenbuckgraben, von links und Südosten
      - Ebenfeldgraben, von rechts und Nordwesten
      - Lohgraben, von links und Ostsüdosten am ersten Haus von Schnodsenbach
      - Kuhtriebgraben, von rechts und Norden gegenüber diesem Haus
      - Judengraben, von rechts und Nordosten in Schnodsenbach

    - Schönbach, vor rechts und Nordwesten gegenüber Schnodsenbach; Zusammenfluss kurz vor Oberambach
      - Mordgrundbach, linker Hauptstrang-Oberlauf von Nordwesten
        - Lochwiesengraben, von rechts und Westen
        - Herrenberggraben, von rechts und Westsüdwesten
        - Schneckengraben, von links und Nordosten
        - Hofgründleinsgraben, von rechts und Westsüdwesten vor Schönaich
        - Mühlwiesengraben, von rechts und Westsüdwesten an der Schönaichermühle

      - (Zufluss), rechter Nebenstrang-Oberlauf von Westen
      - Lochgraben, von links und Norden; Auengraben
      - Vilzgraben, von rechts und Westsüdwesten an der Oefelesmühle
        - Mühlgraben, von rechts und Südwesten am Gehölz Mühlschlag

      - Seegrundgraben, von rechts von Südwesten gegenüber Burgambach

    - Brunnenwiesengraben, von rechts und Westnordwesten bei Scheinfeld-Grappertshofen; Auengraben
    - Galgenfeldgraben, von links und Nordosten
    - Rumpelsgraben, von rechts und Westsüdwesten gleich nach Grappertshofen
      - Eckstaugraben, von rechts und Südosten vor Grappertshofen

    - Fallhölzgraben, von links und Nordosten
    - Eckstallgraben, von rechts und Westen gegenüber dem Stadtkern von Scheinfeld
      - Mittlerer Taubenfeldgraben, von links und Westnordwesten am Siedlungsrand Scheinfeld
        - Oberer Taubenfeldgraben, von links und Westen

    - Kuhwassergraben, von rechts und Westen an den Scheinfelder Auensportplätzen
    - Lochfeldgraben, von rechts und Westsüdwesten gegenüber dem südlichen Ortsrand von Scheinfeld
    - Wiesengraben, von links und Westen vom ersten Haus von Hohlweiler
    - Weiherberggraben, von links und Osten gegenüber von Hohlweiler
      - Hohlweilgraben, von rechts und Norden kurz vor der Mündung

    - Dorfgraben, von rechts und Westen aus Hohlweiler
    - Luderschlaggraben, von rechts und Westen in den linken Mündungsarm

  - Nutzgraben, von links und etwa Norden bei Scheinfeld-Unterlaimbach; fließt bei Scheinfeld-Ruthmannsweiler aus seinen beiden Oberläufen zusammen
    - Kaltbach, am Oberlauf Klosterbach bis etwa Scheinfeld-Klosterdorf, rechter und etwa nordnordwestlicher Oberlauf
      - Mönchsgraben, von links und Nordosten an der St 2281 Scheinfeld–Kornhöfstadt noch in den Oberlaufabschnitt
      - Weihergraben, von rechts und Westen nach Scheinfeld-Klosterdorf

    - (Bach aus dem Brandschlag), linker und etwa nordnordöstlicher Oberlauf
    - Weinmannsbach, von links und etwa Nordnordosten bei Ruthmannsweiler

  - Steinlesgraben, von links und Nordnordosten nach Baudenbach-Frankenfeld
  - Kellerfeldgraben, von links und Nordnordwesten gegenüber dem Gewerbegebiet im Norden von Langenfeld
  - Augraben, von links und Nordnordwesten wenig nach dem vorigen
- Rüblingsbach, von links und Norden auf etwa 292 m ü. NHN bei Baudenbach, ca. 4,2 km und ca. 6,5 km². Der linke und etwas längere der beiden kurzen Oberläufe entsteht auf etwa 359 m ü. NHN etwa 1,3 km westnordwestlich von Roßbach.
- (Zufluss), von rechts und Westsüdwesten auf etwa 289 m ü. NHN am Südrand von Hambühl, ca. 2,7 km und ca. 3,6 km². Entsteht auf etwa 321 m ü. NHN westnordwestlich von Hohenholz fast an der Kreisstraße NEA 26 von Langenfeld nach Unternesselbach. Im Oberlauf wie die Zuflüsse dort unbeständig
- Hemmleinsgraben, von links und Nordnordosten auf etwa 289 m ü. NHN bald nach dem vorigen an der Gemeindegrenze zu Diespeck, ca. 2,4 km und ca. 2,4 km². Entspringt auf etwa 329 m ü. NHN in einer Mulde im Hangwald Sandschlag.
- Strickergraben, von links und Norden auf etwa 289 m ü. NHN kurz nach dem vorigen, ca. 0,7 km und ca. 0,3 km². Entsteht auf etwa 296 m ü. NHN an der Kreisstraße NEA 15 durchs Untertal.
- (Zufluss), von links und Norden auf etwa 288 m ü. NHN, ca. 2,4 km und ca. 2,0 km². Entspringt auf etwa 356 m ü. NHN einer Quelle im Eichelgarten nordnordwestlich von Stübach.
- (Auengraben), von rechts und Nordwesten auf etwa 288 m ü. NHN kurz nach dem Abzweig des Mühlbachs nach Stübach in den Ehebach selbst, ca. 1,3 km und ca. 1,4 km². Entsteht auch auf etwa 288 m ü. NHN wenig neben dem Lauf.
- Weidengraben, von links und Nordosten auf etwa 288 m ü. NHN in den kurz zuvor abgezweigten Mühlbach nach Stübach in den Nebenlauf Mühlengraben, ca. 0,9 km und ca. 0,9 km². Entsteht auf etwa 304 m ü. NHN wenig nördlich von Stübach.
- Steinleitengraben, von rechts und Südwesten auf etwa 288 m ü. NHN gegenüber dem vorigen in den Ehebach selbst, ca. 0,8 km und ca. 0,3 km². Entsteht auf etwa 311 m ü. NHN am Waldrand unter dem Diebacher Ranken.
- Lochgraben, von rechts und Südwesten auf etwa 286 m ü. NHN am Rücklauf des Mühlgrabens neben der Brücke von Hanbach nach Stübach, ca. 0,9 km und ca. 1,0 km². Entsteht auf etwa 305 m ü. NHN östlich des Diebacher Rankens.
- Ehegraben, von rechts und Süden auf etwa 286 m ü. NHN bei Ehe, ca. 1,3 km und ca. 1,5 km². Entsteht auf etwa 326 m ü. NHN unterhalb der Deponie am Stübacher Berg (318 m ü. NHN).
- Unterer Ehegraben, von rechts und Westen auf etwa 284 m ü. NHN bei Bruckenmühle, ca. 1,0 km und ca. 0,9 km². Entsteht auf etwa 285 m ü. NHN in der Aue.

Mündung des Ehebachs von links und zuletzt Westen auf 284 m ü. NHN etwas nördlich der Einöde Bruckenmühle von Diespeck in die Aisch. Der Ehebach ist 26,7 km lang und hat ein Einzugsgebiet von 271 km².

### Ortschaften
Ortschaften am Lauf, geordnet nach ihren Gemeinden:
- Markt Nordheim
  - Herbolzheim (Pfarrdorf, noch am Oberlauf Nachtwasengraben)
- Markt Sugenheim
  - Krautostheim (Pfarrdorf, links in etwas Abstand)
  - Modelsmühle (Einöde, links am linken Teillauf)
  - Deutenheim (Pfarrdorf, überwiegend rechts)
  - Sugenheim (Hauptort)
  - Wiesenmühle (Einöde, links)
  - Ullstadt (Pfarrdorf)
- Gemeinde Langenfeld
  - Lamprechtsmühle (Einöde, links)
  - Langenfeld (Pfarrdorf, links in etwas Abstand)
- Markt Baudenbach
  - Baudenbach (Hauptort, in Abstand am linken Hang)
  - Hambühl (Kirchdorf, rechts)
- Gemeinde Diespeck
  - Stübach (Pfarrdorf, links)
  - Hanbach (Weiler, rechts gegenüber dem vorigen)
  - Ehe (Dorf, rechts in etwas Abstand am Hangfuß)
- Gemeinde Gutenstetten
  - (ohne Besiedlung am oder nahe dem Lauf)
- Gemeinde Diespeck
  - Bruckenmühle (Einöde, rechts in etwas Abstand an der Aisch)

## Geologie
Der überwiegende Teil des Ehebach-Einzugsgebietes liegt im Mittelkeuper, nur in einem schmalen nord-südlich verlaufenden Streifen im südwestlichen Einzugsgebiet von etwa Krassolzheim bis Herbolzheim liegt ungefähr zwischen zwei Störungslinien im Untergrund Unterkeuper. Sonst ist die weithin dominierende Schicht der Gipskeuper, der darüber lagernde Sandsteinkeuper befindet sich in einem unregelmäßig einkragenden, nirgends breiten Streifen fast durchwegs an der nordöstlichen Wasserscheide, noch schmaler und nur im Bereich des Mittellaufs auch an der rechten. Am Westrand des Einzugsgebietes sind nur vier Zeugenberge, der Scheinberg im südlichen Bereich, die nahe beieinander liegenden Hochflächen des Schwanbergs, der Kugelspielberg und der Sandberg um den Quellbereich der Bibart von Sandsteinkeuper bedeckt. In den Sandsteinkeuper ragt auch der Grubsberg (288 m ü. NHN), der Mündungssporn zwischen Laimbach und Ehebach im Einzugsgebietsinneren.
Den großen Bächen folgen bald Auensedimentbänder. Der nicht sehr hohe Mündungssporn zwischen Bibart und Scheine trägt südöstlich der Linie Markt Bibart–Scheinfeld Terrassenschotter, ebenso ein kleineres Gebiet etwas scheineaufwärts am Zufluss des Schönbachs bei Burgambach. Dazwischen liegt am rechten Hang des Scheinetals um Grappertshofen Lössderivat.

### BayernAtlas („BA“)
Amtliche Online-Gewässerkarte mit passendem Ausschnitt und den hier benutzten Layern: Lauf und Einzugsgebiet des Ehebachs

Allgemeiner Einstieg ohne Voreinstellungen und Layer: BayernAtlas der Bayerischen Staatsregierung (Hinweise)
1. 1 2 3  Höhe abgefragt auf dem Hintergrundlayer Amtliche Karte (Rechtsklick).
2. ↑  Namen nach den zwei historischen Gewässerlexika
  - Allgemeines Hydrographisches Lexicon aller Ströme und Flüsse in Ober- und Niederdeutschland Siehe Seite 135. (Dort wird offenbar die linke Oberlauffolge Bibart → Laimbach zum dort Ehe genannten Fluss gerechnet.)
  - Neues hydrographisches Lexikon für die deutschen Staaten Siehe Seite 93. (Dort wird offenbar die Oberlauffolge Geroldsbach → Kleine Ehe zum dort Ehe genannten Fluss gerechnet; das Wasserschloss Seehaus liegt im eponymen Ortsteil von Markt Nordheim.)

sowie nach den auf dem BayernAtlas anwählbaren historischen Karten.
3. 1 2  Länge abgemessen auf dem Hintergrundlayer Amtliche Karte.
4. ↑  Seefläche abgemessen auf dem Hintergrundlayer Amtliche Karte.
5. 1 2 3  Einzugsgebiet abgemessen auf dem Hintergrundlayer Amtliche Karte.
6. ↑  Höhe nach schwarzer Beschriftung auf dem Hintergrundlayer Amtliche Karte.
7. ↑  Geologie nach dem Layer Geologischen Karte 1:500.000.

### Gewässerverzeichnis Bayern („GV“)
1. 1 2 3 4 5 6  Länge nach: Verzeichnis der Bach- und Flussgebiete in Bayern – Flussgebiet Main, Seite 56 des Bayerischen Landesamtes für Umwelt, Stand 2016 (PDF; 3,3 MB) (Seitenzahl kann sich ändern.)
2. 1 2 3 4  Einzugsgebiet nach: Verzeichnis der Bach- und Flussgebiete in Bayern – Flussgebiet Main, Seite 56 des Bayerischen Landesamtes für Umwelt, Stand 2016 (PDF; 3,3 MB) (Seitenzahl kann sich ändern.)

### Sonstige
1. ↑  Martin Droschke: Frankens Ortsnamen – was soll denn das? Ehe. In: Franken 2024. Franken-Wissen für das ganze Jahr. Emons Verlag, Köln 2023, ISBN 978-3-7408-1797-8, Blatt 2. Februar.
2. ↑  Albrecht Greule: Deutsches Gewässernamenbuch. Walter de Gruyter, Berlin / Boston 2014, ISBN 978-3-11-057891-1, S. 114, „Ehe1“ (Auszug in der Google-Buchsuche).
3. ↑  Erläuterung zur Festsetzung des Überschwemmungsgebietes (PDG, 169 kByte) des Wasserwirtschaftsamtes Ansbach.